# ジェームス・マスターソン
ジェームス・マスターソン（英：James Francis Masterson、1926年3月25日 - 2010年4月12日）は、アメリカ出身の医学者・精神科医。
パーソナリティ障害の治療で知られる。特に境界性パーソナリティ障害、自己愛性パーソナリティ障害の分析に注力した。

## 関連人物
- メラニー・クライン
- オットー・カーンバーグ
- ハインツ・コフート
- 成田善弘